# Środki antysubsydyjne
Środki antysubsydyjne Unii Europejskiej są obok środków antydumpingowych oraz środków ochronnych przed nadmiernym przywozem środkami ochronnymi stosowanymi przez Unię Europejską.
Środki antysubsydyjne stosuje się wtedy, gdy eksporter towarów na rynek Unii Europejskiej korzysta z finansowego wsparcia swojego rządu polegającego, na przykład na umożliwieniu nabycia określonych usług lub dóbr poniżej cen rynkowych, umorzeniu długów lub też uzyskania dotacji, przy czym pod uwagę brane są tylko subsydia specyficzne, czyli takie, które dotyczą tylko części przedsiębiorstw, w szczególności tych związanych z eksportem.
Użycie środków antysubsydyjnych jest bardzo podobne do procedury zastosowania środków antydumpingowych. Postępowanie wszczynane jest na wniosek przemysłu Unii Europejskiej przez Komisję Europejską. Pewną różnicą jest fakt, że przed wszczęciem postępowania Komisja Europejska musi zwrócić się do oskarżonego o subsydiowanie rządu o wyjaśnienie sytuacji i ewentualnie spróbować osiągnąć porozumienie. Jeżeli porozumienie nie zostanie osiągnięte, Komisja Europejska wszczyna postępowanie, które powinno zakończyć się w ciągu dwunastu miesięcy. Stwierdzenie subsydium wymaga zaistnienia dwóch przesłanek:
1)	udzielenia przez rząd albo inna instytucję publiczną wkładu finansowego lub wsparcia dochodowego bądź cenowego.
2)	uzyskania korzyści przez adresata pomocy.
W przypadku jednak stwierdzenia, że dane subsydium nie ma dużego wpływu na rynek Unii Europejskiej (na przykład wielkość subsydium jest mniejsza, niż 1% ad valorem i import z danego kraju wynosi mniej, niż 1% konsumpcji Unii Europejskiej) postępowanie jest umarzane.
Środkom antysubsydyjnym nie podlegają też subsydia zielone, czyli związane na przykład z ochroną środowiska, rozwojem obszarów zacofanych, badaniami naukowymi czy pewnymi formami wsparcia rolnictwa. 
Cło wyrównawcze ustalane jest na okres pięciu lat z opcją przedłużenia podczas głosowania Unii Europejskiej. Wysokość cła wyrównawczego ustalana jest zgodnie z zasadą mniejszego cła, czyli może być ona mniejsza, niż wartość subsydium, o ile to mniejsze cło wystarczy, by nie szkodzić przemysłowi unijnemu.
Tak jak i przy antydumpingu możliwe jest zastosowanie alternatywnie do cła wyrównawczego porozumienia pomiędzy Unią Europejską a oskarżonym o subsydiowanie rządem lub też samym eksporterem. W przypadku porozumienia z rządem, rząd zobowiązuje się do wyeliminowania lub zmniejszenia subsydium. W przypadku porozumienia z eksporterem, eksporter zobowiązuje się do podniesienia ceny tak, aby zneutralizować subsydium lub też do wycofania się z rynku Unii Europejskiej na okres otrzymywania subsydium.
Możliwe jest zastosowanie tymczasowego cła wyrównawczego w okresie trwania postępowania na okres maksymalnie czterech miesięcy, jeżeli konieczne jest nagłe działanie.